# Grafkelder De Guasco

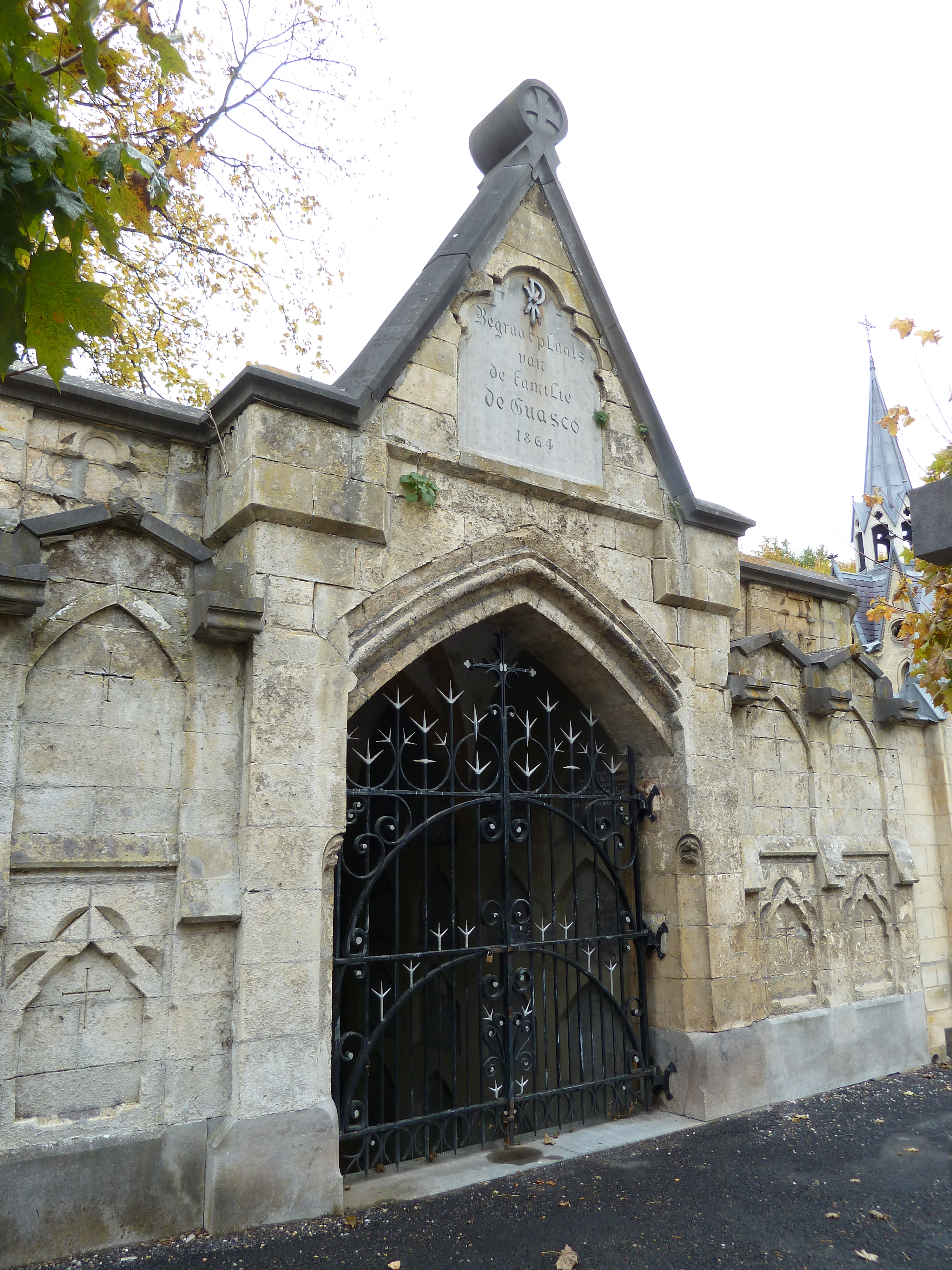
Grafkelder De Guasco

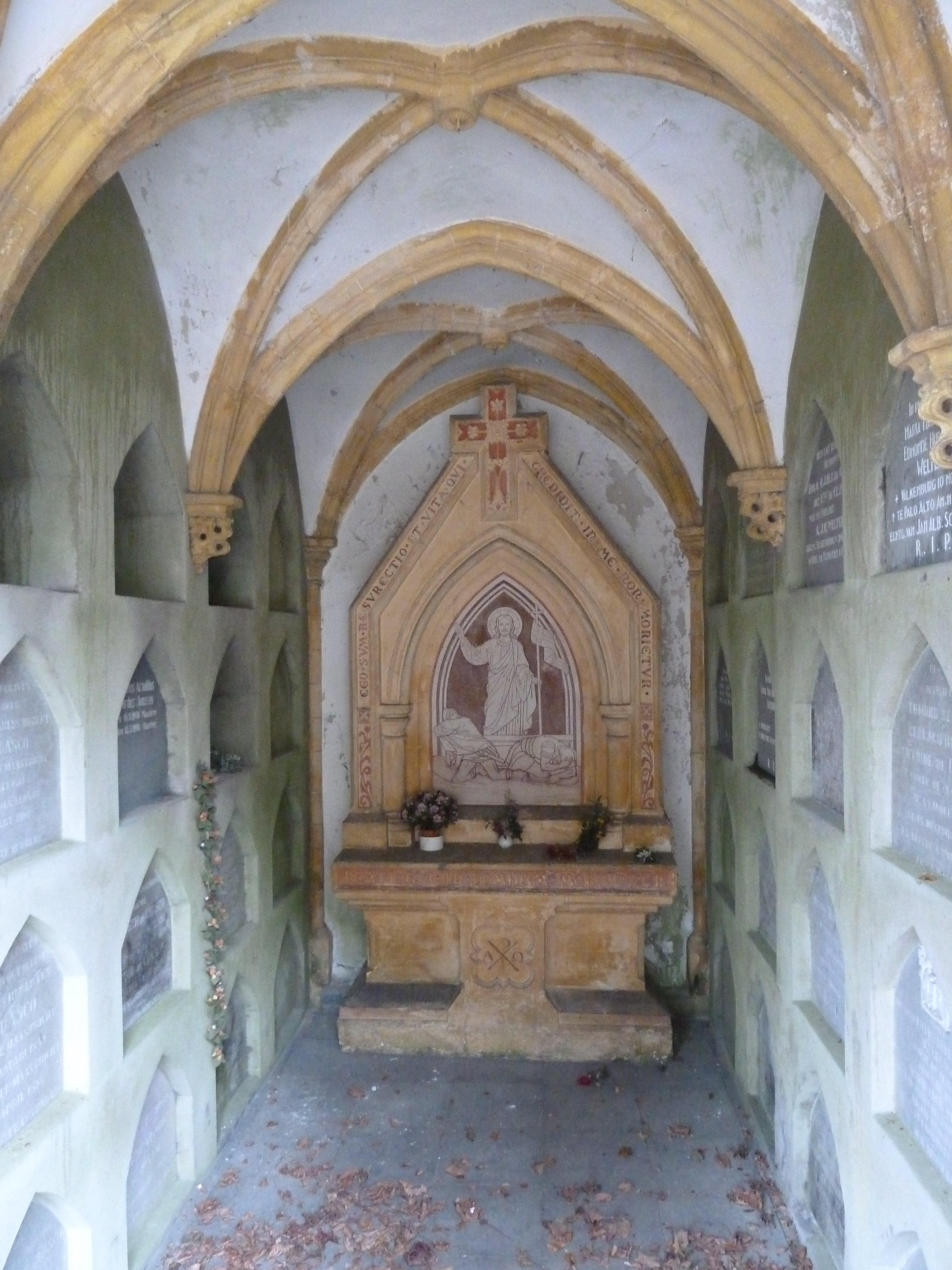
Interieur grafkelder

De Grafkelder De Guasco is een grafkelder in Valkenburg in de Nederlands Zuid-Limburgse gemeente Valkenburg aan de Geul. De grafkelder bevindt zich op de Begraafplaats Cauberg op de helling van de Cauberg in het zuidwesten van het stadje. Direct links van de grafkelder bevindt zich de Grafkelder Palmen en rechts de Grafkapel Habets.

## Geschiedenis
In 1864 werd de grafkelder gebouwd in opdracht van de familie De Guasco.
Op 29 mei 1997 werd de grafkelder ingeschreven in het rijksmonumentenregister.
In de 21e eeuw wordt de grafkelder nog steeds gebruikt. In 2015 werd er een overledene in de grafkelder bijgezet.

## Bouwwerk
De grafkelder is opgetrokken in Limburgse mergel tegen een helling. De frontgevel is symmetrisch opgezet met middenrisaliet en heeft elementen van de neogotische stijl. De spitsboogvormige entree wordt afgesloten door een smeedijzeren hekwerk. De grafkelder wordt boven de entree bekroond door een fronton als topgevel, uitlopend in een ronde steen met aan de voorzijde een kruis. In de fronton is een blinde nis een hardstenen gevelsteen aangebracht met inscriptie. De fronton en de rest van de frontgevel is aan de bovenzijde voorzien van een hardstenen bovenrand. Links en rechts van de ingang bevinden zich elk vier blinde spitsboogvormige nissen waarin een kruis gegraveerd is.

Begraafplaats van de familie De Guasco 1864
— Plaquette met inscriptie boven de ingang

Van binnen wordt de grafkelder gedekt door kruisribgewelven op mergelstenen consoles. In de grafkelder bevinden zich spitsboogvormige grafnissen die afgedekt zijn met grafstenen. Tegen de achterwand van de grafkelder is een mergelstenen altaar geplaatst met daarboven een spitsboogvormige nis waarin een afbeelding van Jezus is aangebracht. De bovenzijde van de nis wordt door een kruis bekroond.